# راب شراب
راب شراب (انگلیسی: Rob Schrab؛ زادهٔ ۱۲ نوامبر ۱۹۶۹) فیلم‌نامه‌نویس، تهیه‌کننده و کارگردان اهل ایالات متحده آمریکا است. وی همچنین برندهٔ جوایزی همچون جوایز امی ساعات پربیننده شده‌است.